# Eudald Solà i Farrés
Eudald Solà i Farrés   (Ripoll, 3 de setembre de 1946 - Barcelona, 3 de febrer de 2001) conegut també pel seu pseudònim Alexis E. Solà o Alexis Eudald Solà, fou un lingüista i neohel·lenista català.

## Biografia
Solà es llicencià i doctorà en filologia clàssica a la Universitat de Barcelona. Fou professor d'aquesta mateixa universitat, on impartí classes de llengua i literatura neogregues, i hi va ocupar la càtedra d'Història de la Literatura.
Mantingué una llarga relació de col·laboració amb el poeta Salvador Espriu.
Dirigí, entre el 1980 i el 1983 el Servei de Relacions Culturals del Departament de Cultura de la Generalitat de Catalunya.
L'any 1988 ingressà a l'Acadèmia de Bones Lletres de Barcelona, amb un discurs dedicat al gran bizantinista i neohel·lenista Antoni Rubió i Lluch. El 1990 fundà, en el si de la referida Acadèmia, juntament amb el doctor Josep Alsina, l'Institut d'Estudis Neohel·lènics, posteriorment denominat, des de 1994, Institut Català d'Estudis Bizantins i Neohel·lènics.
Impulsor de les relacions culturals entre Grècia i Xipre, el 1995 fou nomenat cònsol honorari de Xipre a Barcelona i se li concedí la Creu d'Or de l'Orde d'Honor de la República Hel·lènica. Fou membre de l'Associació d'Escriptors Grecs. Morí el 3 de febrer de 2001. L'any 2002, el seu amic Lluís Llach li dedicà una cançó titulada "Ens veiem a Folegandros" al seu disc Jocs.

## Obra

### Traduccions
- 1973. Solà, Alexis E. «Una versió catalana de trenta poemes de K. Kavafis». In memoriam Carles Riba (1959 - 1969) [Barcelona], Ariel, 1973, pàg. 377-389.
- 1975. Kavafis, Konstandinos P. Poemes. Traduïts i anotats per Alexis E. Solà.  Barcelona: Curial, 1975. ISBN 8472560589.[6][7][1]
- 1985. Kazantzakis, Nikos. Simposi. Traducció, pròleg i notes d'Alexis E. Solà. Epíleg de Josep Bigordà.  Barcelona: La Llar del Llibre, 1975.[6][7][8][1]
- 2006. Consolo, Vincenzo. El somrís del mariner inconegut. Traducció d'Alexis Eudald Solà.  Barcelona: Proa, 2006.[7][1]
- 2008. Kavafis, K.P. Una simfonia inacabada. Traducció i notes d'Alexis Eudald Solà.  Barcelona: Viena Edicions, 2008. ISBN 9788483304921.[7][1]